# 僕と生きる人生
『僕と生きる人生』（Living with Yourself）は、ティモシー・グリーンバーグが企画し、Netflixで2019年10月18日に配信されたアメリカ合衆国のコメディシリーズである。出演はポール・ラッドとアシュリング・ビーらである。エグゼクティブ・プロデューサーはグリーンバーグ、ラッドの他、アンソニー・ブレグマン、ジェフ・スターン、ジェフリー・ブリッツ、トニー・ヘルナンデ、ジョナサン・デイトンとヴァレリー・ファリスが務めた。

## プロット
自分の人生を改善するために謎の治療を受けた後、自分のクローンと置き換えられてしまった事に気付く男の物語が描かれる。

## キャストとキャラクター
※括弧内は日本語吹替

### メイン
- マイルズ・エリオット/マイルズ・エリオットのクローン - ポール・ラッド（木内秀信）
- ケイト・エリオット - アシュリング・ビー（英語版）（渡辺明乃）

### リカーリング
- マイア - アリア・ショウカット（小林さとみ）
- ダン - デスミン・ボルヘス（英語版）（谷内健）
- レノール・プール - カレン・ピットマン（英語版）
- ケイリン - ゾーイ・チャオ（英語版）（熊谷海麗）
- 左/ヨンス - ロブ・ヤン
- 右/ジョンホ - ジェームス・ソル

### ゲスト
- ヘンリー - ジョン・グレイザー（英語版）
- ムージー - エミリー・ヤング
- マーガレット - エデン・マリン
- メグ - ジンジャー・ゴンザーガ
- ブランディング - ガブリエル・リード
- 農夫のレイ - ジーン・ジョーンズ
- ヒュー - ザック・チェリー
- 本人役 - トム・ブレイディ

## エピソード
| 通算 話数 | タイトル                                        | 監督                                      | 脚本                       | 公開日         |
| --- | ----------------------------------------------- | ----------------------------------------- | -------------------------- | -------------- |
| 1 | "最高の自分" "The Best You Can Be"              | ジョナサン・デイトン&ヴァレリー・ファリス | ティモシー・グリーンバーグ | 2019年10月18日 |
| マイルズ・エリオットは妻と暮らしているが、仕事も妊活も上手くいかない。彼は同僚のダンから人生を改善するためにトップ・ハッピー・スパというスパを紹介される。マイルズは内容を把握しないまま貯金をはたいてスパに行く。数時間後、森に生き埋めにされていたマイルズは目を覚まし、なんとか自宅に帰り着き、そしてもう1人の自分と遭遇する。揉み合いの末、マイルズはスパで記憶が途絶えていることに気付き、2人はそこへ行く。彼らはその職員たちからクローンを作られたことを教えられる。 |                                                 |                                           |                            |                |
| 2 | "ストリップモール生まれ" "Made in a Strip Mall" | ジョナサン・デイトン&ヴァレリー・ファリス | ティモシー・グリーンバーグ | 2019年10月18日 |
| スパで目覚めた新しいマイルズは自分がクローンであることを自覚しないまま幸福な気分になる。職場でポジティブに変化した彼は同僚たちから受け入れられ、彼の提案も承認される。自宅でも妻に対して愛情を持って接し、彼女は彼の変化に気付く。夜、彼が今に行くとオリジナルのマイルズと遭遇する。口論の末、2人は何が起こったのかを調べるためにスパに行く。真実を知ったマイルズのクローンは自分が何のために生まれ、人生の目的は何なのかを悩む。オリジナルのマイルズは心配なく旅行が出来ると言ってクローンを励ます。クローンはオリジナルの提案を受け入れるが、彼の人生の全てはオリジナルのものであることに気付いて不満を感じる。            |                                                 |                                           |                            |                |
| 3 | "ドリンクさえ完璧" "Green Tea"                  | ジョナサン・デイトン&ヴァレリー・ファリス | ティモシー・グリーンバーグ | 2019年10月18日 |
| クローンのおかげで人生が微修正されたことに気付いたマイルズは自分をクローンのように変えることにしたが、これにより2つの問題が生じる。マイルズは誰もが自分ではなくクローンの方を好きであることに気付き、嫉妬し始める。ヒルストン・テレコムでのプレゼンテーション中にそのオーナーはマイルズの会社との契約を決めるが、彼はその仕事の提案は自分によるものではないことに気付く。ヒルトンのオフィスを出た後にマイルズは同僚たちと契約の成立を祝うことにするが、フライデーズ・バーに到着した彼はクローンが自分になりすましていることに気付く。彼はクローンと鉢合わせになり、友人たちと妻のケイトに2人のマイルズの姿をさらしてしまう。 |                                                 |                                           |                            |                |
| 4 | "魂の伴侶" "Soul Mate"                          | ジョナサン・デイトン&ヴァレリー・ファリス | ティモシー・グリーンバーグ | 2019年10月18日 |
| マイルズが2人いることを知ったケイトは衝撃を受け、新しいマイルズはアパートに引っ越すといったルールが定められる。ケイトとまだ結婚していると感じる新マイルズは単身の生活に順応するのに苦労し、彼女の髪のサンプルを採取してスパでそのクローンの作成を依頼するが断られてしまう。その後彼は出会い系サイトを試してみるが、唯一マッチングしたケイトと会うこととなる。 |                                                 |                                           |                            |                |
| 5 | "問題なし" "Va Bene"                            | ジョナサン・デイトン&ヴァレリー・ファリス | ティモシー・グリーンバーグ | 2019年10月18日 |
| クローンが誕生する5年前、ケイトとマイルズは不任に悩み、彼らは挫折を乗り越えるために郊外の家に引っ越して幸せな生活を実現させようとする。現在、妊娠を目指すもマイルズとの関係が冷え込んですれ違うケイトは出会い系サイトに手を出してしまう。仕事で激怒した上にマイルズから邪険にされた後、出会い系サイトにログオンしたケイトはクローンとマッチングしていることを知り、マイルズに告げずに彼に会いに行く。 |                                                 |                                           |                            |                |
| 6 | "隣人であり友人" "Neighbors and Friends"        | ジョナサン・デイトン&ヴァレリー・ファリス | ティモシー・グリーンバーグ | 2019年10月18日 |
| マイルズは不妊治療クリニックに行って務めを果たす。マイルズはクローンが作った広告キャンペーンの成功が小さな町の住民投票の結果に左右されることを知り、その失敗を期待して会議に忍び込む。しかしクローンはどこにも見当たらず、さらに投票に負けた場合に自分が解雇されることになることを知ると彼はしぶしぶながらヒルストン側に票を入れるように町民の一部を説得する。マイルズの策略は成功するが、農夫のレイからはその嘘がバレて友情に亀裂が入ってしまう。帰宅した彼はクローンが1週間仕事に来ていないことを知り、必死に連絡を取ろうとする。クローンが近くにいることに気付いた直後、マイルズは何者かによって頭に袋をかぶせられる。    |                                                 |                                           |                            |                |
| 7 | "ピニャコラーダ" "Piña Colada"                  | ジョナサン・デイトン&ヴァレリー・ファリス | ティモシー・グリーンバーグ | 2019年10月18日 |
| 遡ること1週間前。ケイトはクローンを街への出張について行くように誘う。2人はベッドを共にするが、数日後にはぎこちなくなり始め、ケイトは間違いを犯してしまったと考え出す。酔ったクローンはバーでダンに遭遇し、彼を森に連れて行ってスパで実際に何が行われているかを知らしめる。翌日、クローンは拉致するための道具を買いそろえて自宅に向かうが、謎の男たちによって先に捕えられるマイルズを目撃する。クローンは家に入ってマイルズになりすます。 |                                                 |                                           |                            |                |
| 8 | "会えてよかった" "Nice Knowing You"             | ジョナサン・デイトン&ヴァレリー・ファリス | ティモシー・グリーンバーグ | 2019年10月18日 |
| FDAの施設の授乳室で尋問を受けたマイルズは脱出して帰宅し、ケイトからクローンと親密な間柄になってしまったことを明かされる。激怒したマイルズはクローンを殺すために彼のアパートに乗り込む。乱闘の後、2人は交互に斧を使ってサイドテーブルを破壊する。マイルズは枕でクローンを窒息死させかけるが、心変わりした彼はCPRで蘇らせる。2人が和解した直後にケイトが到着し、クローンとのセックスがあまり良くなかったことを伝える。さらに彼女は妊娠を明かすが、2人のマイルズは全く同じDNAであるためにどちらが父親なのか判別することが出来ない。ケイトは共同生活を提案し、3人は抱擁して喜びを分かち合う。                                    |                                                 |                                           |                            |                |

## 製作

### 企画
2017年2月16日、IFCがティモシー・グリーンバーグ発案による新作のコメディシリーズにゴーサインを出したことが発表された。シリーズのエグゼクティブ・プロデューサーはグリーンバーグ、ジェフリー・ブリッツ、アンソニー・ブレグマン、ジェフ・スターンが務めると報じられた。またブリッツは監督も務め、2018年に放送開始が予定された。シリーズの製作会社はライクリー・ストーリーとジャックス・メディアが予定された。
2018年8月10日、プロジェクトがNetflixへと移り、計8話からなる第1シーズンが発注されたことが発表された。シリーズはグリーンバーグが脚本を執筆し、エグゼクティブ・プロデューサーはグリーンバーグ、ブリッツ、ブレグマン、スターン、トニー・ヘルナンデス、ジョナサン・デイトンとヴァレリー・ファリス、ポール・ラッドが務め、またデイトンとフェリスは監督にも就任した。

### キャスティング
プロジェクトのNetflix移籍と同時にポール・ラッドが2人の主人公役にキャスティングされたことが発表された。2018年8月28日、アシュリング・ビーがキャストに加わったことが発表された。

### 撮影
2018年にニューヨーク市で第1シーズンのロケーション撮影が行われた。

## 公開
2019年9月16日、シリーズの予告編が公開された。
2019年10月18日にNetflixで配信が始まった。

## 評価
レビュー収集サイトのRotten Tomatoesではシリーズは51件のレビューで支持率が79%、平均点は7.21/10となり、「奇妙で、シュールで、そして驚くべき『僕と生きる人生』はハイコンセプトな前提を維持することができないが、巧妙な脚本とポール・ラッドの挑戦的な演技の純粋な力のおかげで魅力を保っている」とまとめられた。Metacriticでの加重平均値は22件のレビューで72/100となった。

### 受賞とノミネート
| 年   | 賞                   | 部門                                              | 候補 | 結果       | 参照   |
| ---- | -------------------- | ------------------------------------------------- | --- | ---------- | ------ |
| 2020 | ゴールデングローブ賞 | 主演男優賞 (ミュージカル・コメディシリーズ部門)   | ポール・ラッド | ノミネート | [ 14 ] |
| 2020 | 批評家選出テレビ賞   | 主演男優賞 (コメディシリーズ部門)                 | ポール・ラッド | ノミネート | [ 15 ] |
| 2020 | 視覚効果協会賞       | サポート視覚効果賞 (フォトリアル・エピソード部門) | ジェイ・ワース、ジャクリーン・ヴァンデンブッシュ、クリス・ライト、ティスタン・ゼラファ (「会えてよかった」に対して) | ノミネート | [ 16 ] |
| 2020 | 全米脚本家組合賞     | エピソディック・コメディ賞                        | ティモシー・グリーンバーグ (「会えてよかった」に対して)                                                             | ノミネート | [ 17 ] |